# ديزنغوف سنتر

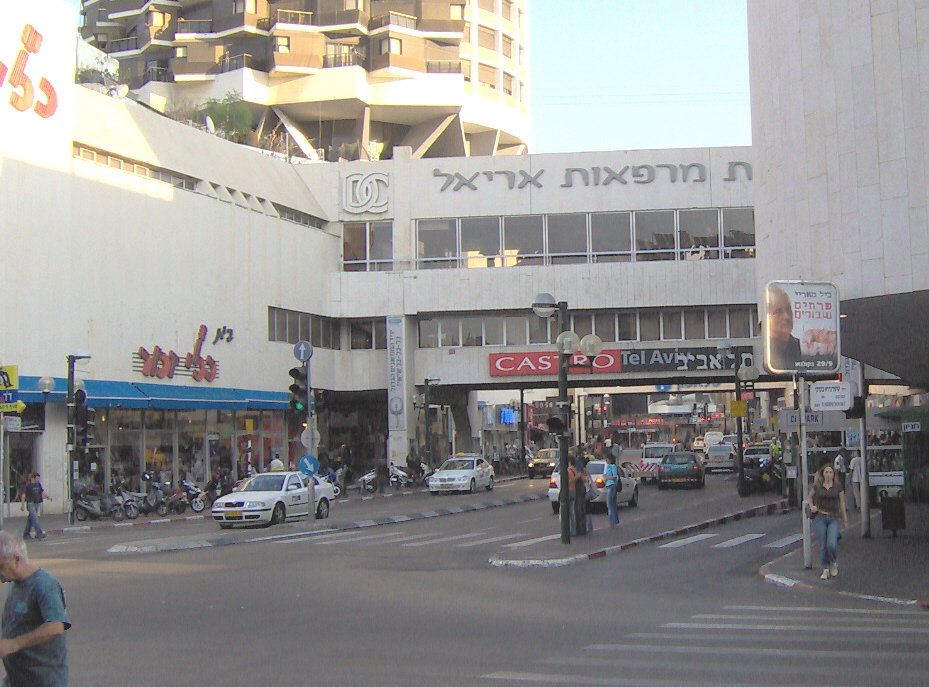
ديزنغوف سنتر من الخارج.

ديزنغوف سنتر (بالعبرية: דיזֵנגוף סֶנְטֶר) هو مركز تسوق يقع عند تقاطع شارعي ديزنغوف والملك جورج في تل أبيب. تمت تسميته بهذا الاسم نسبةً لمائير ديزنغوف الرئيس الأول لبلدية تل أبيب.

## تاريخ
بدأ بناء ديزنغوف سنتر في عام 1972، وأفتتحت أول متاجره في عام 1975. إلا أن الانتهاء الكامل منه كان في عام 1983. صممه المهندس المعماري الإسرائيلي يتسحاق ياشار، وهو أول مركز تسوق في إسرائيل. في 4 مارس 1996 خلال العُطلة اليهودية للبوريم؛ نفذ فلسيطني عمليةً إنتحاريةً أدت إلى مقتل 13 إسرائيليًا وإصابة أكثر من 130 آخر.

## وصف
يحتوي ديزنغوف سنتر على 420 متجر، سينما واحدة، مطاعم، مقهى إنترنت، ومتاجر أخرى (كتب هزلية، ألعاب فيديو، أدوات، جمع طوابع، ملصقات) وحوض سباحة على السطح وصالتين رياضيتين. ينقسم المركز إلى قسمين ويربطهما جسرين يمرين فوق شارع ديزنغوف وممرات أخرى تحت الأرض.

## معرض صور

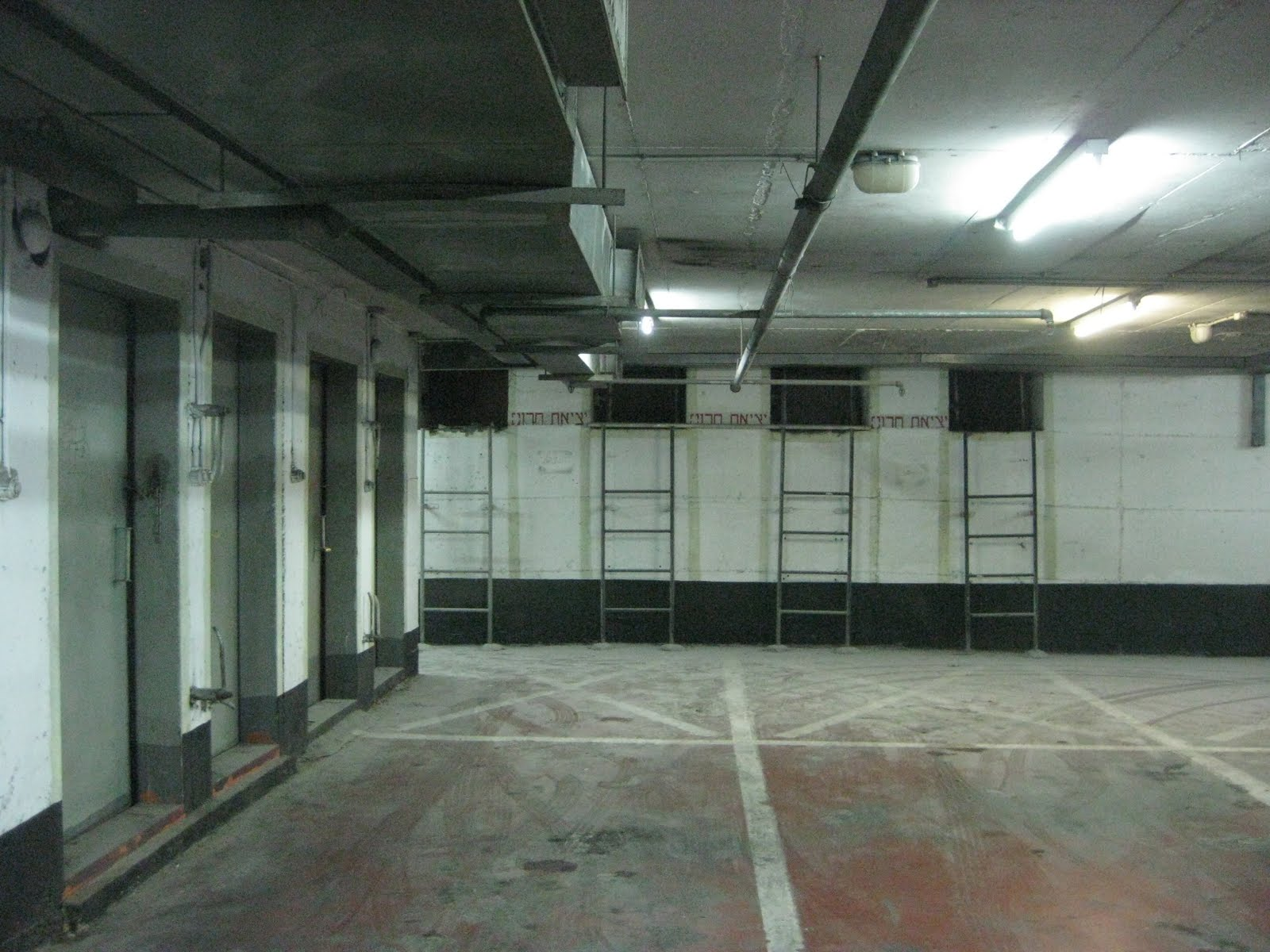
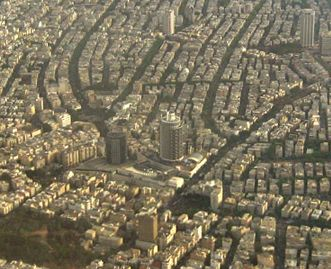
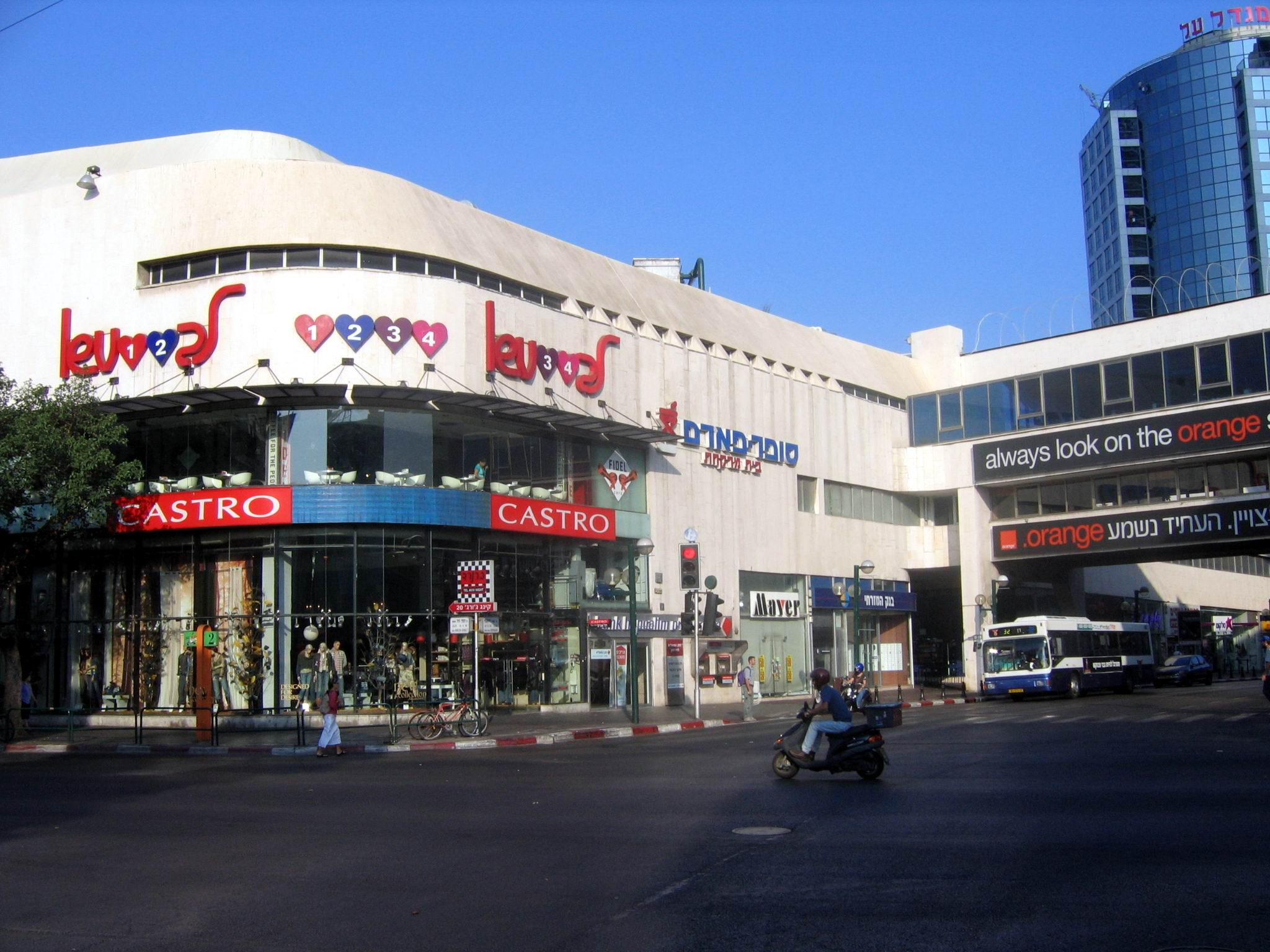
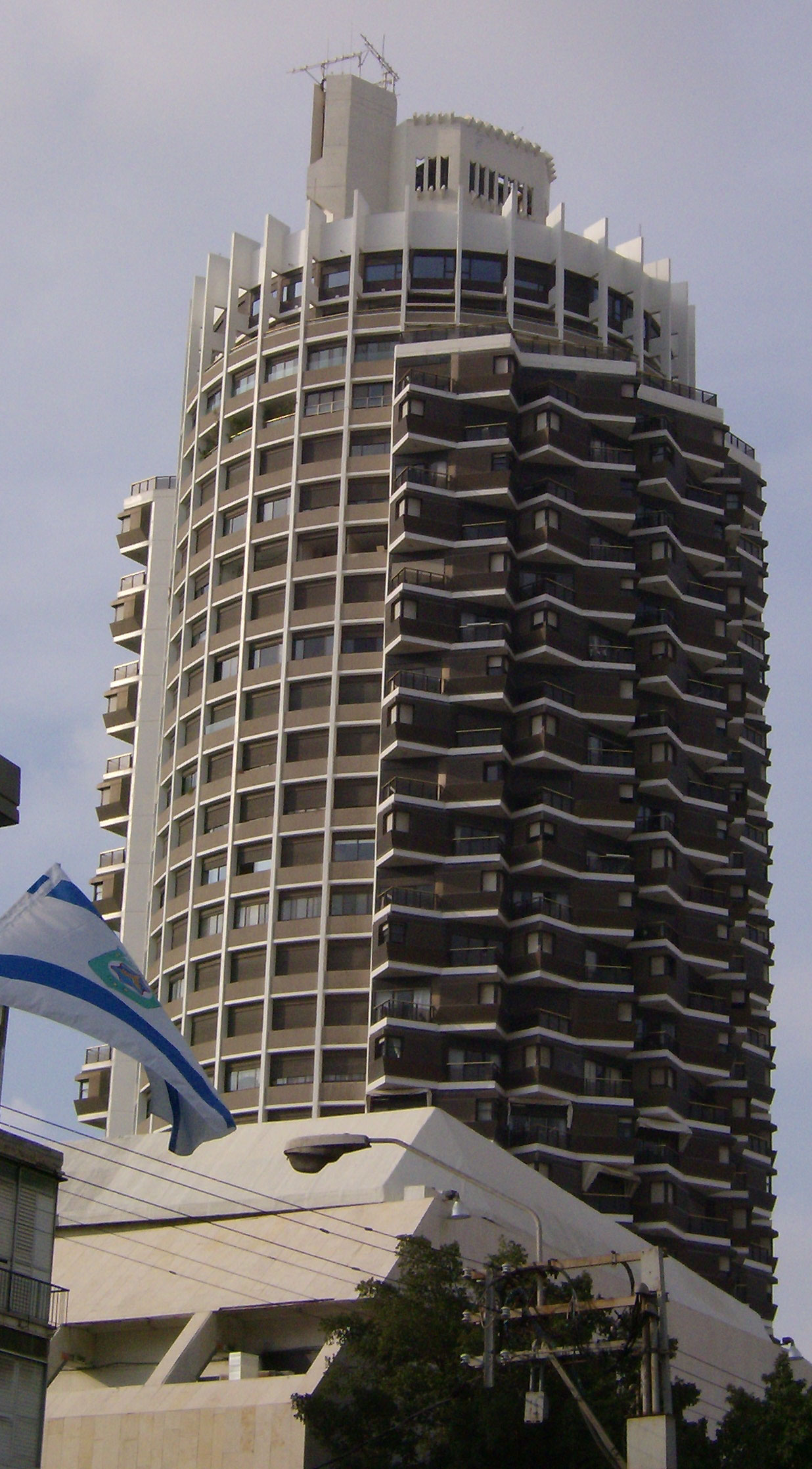
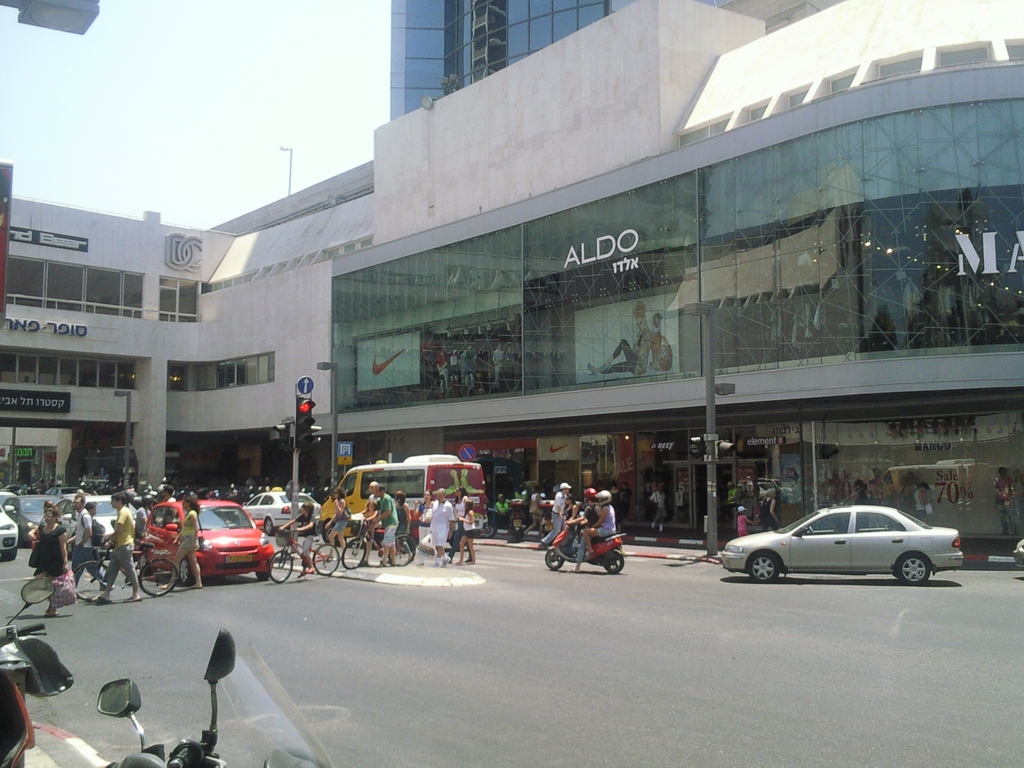
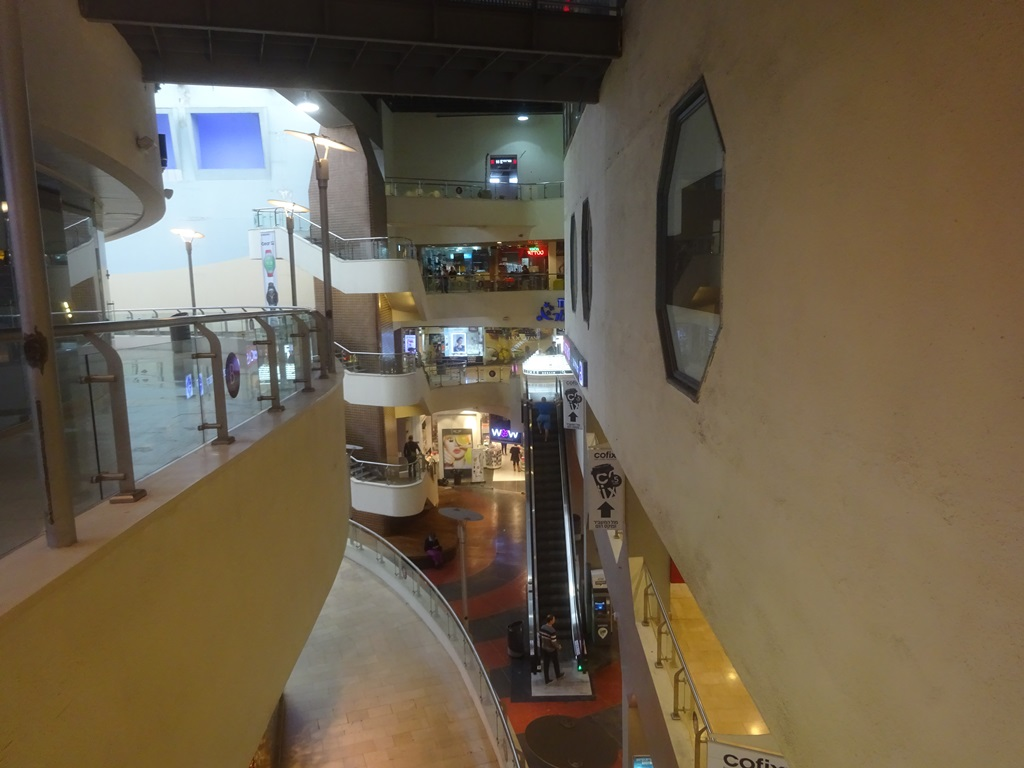